# 미나미아사히촌
미나미아사히촌(南旭村)은 니가타현 미나미우오누마군에 있던 촌이다. 

## 역사
- 1889년 4월 1일 - 정촌제 시행에 의해 미나미우오누마군 미나미아사히촌이 성립하였다.
- 1906년 4월 1일 - 나가사키촌, 아사히촌, 미쓰와촌과 합병해 우에다촌이 되어 소멸하였다.

## 참고문헌
- 『市町村名変遷辞典』東京堂出版、1990年。